# Socha svatého Jana Nepomuckého (Koloděje)
Socha svatého Jana Nepomuckého v Kolodějích v Praze se nachází před jízdárnou zámku. Je chráněna jako nemovitá kulturní památka České republiky.

## Historie
Socha svatého Jana Nepomuckého pochází z 18. století. Je vytvořená neznámým umělcem. Původně stála před domem čp. 45, odkud byla v roce 1922 přemístěna před jízdárnu.

## Popis
Socha stojí na barokním soklu, který je jednou odstupněný profilovanou vyloženou římsou. Světec je v kanovnickém rouchu, s kvadrátkem a svatozáří a v náručí drží kříž (roucho je zcela bez modré polychromie).